# Srđan Radonjić
Srđan Radonjić (Podgorica, 8. svibnja 1981.), crnogorski umirovljeni nogometaš.